# Georgii-Hemming
Georgii-Hemming är en svensk släkt. 
Namnet bildades då sedermera hovrättsnotarien Fritz Georgii-Hemming i unga år satte samman sina föräldrars efternamn. Hans yngre bror apotekaren Ernst Hemming behöll dock faderns efternamn oförändrat.

## Stamtavla i urval
- Hans Hemming (1853–1927), provinsialläkare i Stora Åby, Östergötland, gift med Anna Sofia Georgii (1850–1888)
  - Fritz Georgii-Hemming (1886–1959), hovrättsnotarie
    - Gösta Georgii-Hemming (1910–1986), arkitekt
      - Eva Georgii-Hemming (född 1960), professor i musikvetenskap

    - Margareta Elisabet Georgii-Hemming (1912–1993), gift Nyzell och Fogelberg
      - Bo Georgii-Hemming (född 1938), psykoanalytiker och litteraturvetare, varit gift med Anna Bergenström, författare

  - Ernst Hemming (1888–1962), apotekare